# Heart Full of Soul (album)
Heart Full of Soul è il primo album da solista del cantante Antony Costa, pubblicato il 3 luglio 2006 nel Regno Unito ed in Irlanda. 
L'album è stato poi uscito in Giappone alla fine dello stesso anno. Poco dopo Costa è stato abbandonato dalla sua etichetta discografica.
È stato pubblicato un solo singolo, Do You Ever Think of Me, che è riuscito a raggiungere la posizione # 19 nella UK Singles Chart.

## Tracce
1. Everywhere and Nowhere
2. Fall from Grace
3. Half the World Away
4. Forever Young
5. Healing in Your eyes
6. Heartaches and Bad Days
7. Learn to Love Again
8. Do You Ever Think of Me
9. Miracle
10. It's a Beautiful Thing
11. Shine Your Light
12. Straight to My Heart
13. Predictable
14. I'll Keep Holding On
15. Never Too Late